# USS Callaghan (DD-792)
USS Callaghan (DD-792) — эскадренный миноносец типа «Флетчер», в период Второй мировой войны состоявший на вооружении ВМС США. Был назван в честь контр-адмирала Каллагана (26 июля 1890 — 13 ноября 1942).
Эсминец был заложен 1 августа 1943 года на верфи Bethlehem Steel и сдан в эксплуатацию 27 ноября 1943 года, под командование коммандера Джонсона.

## История службы
5 февраля 1944 года «Каллаган» присоединился к Пятому флоту США. Эсминец принял активное участие в патрулировании. В апреле 1944 «Каллаган» принял участие в битве за Голландию. С июня по август 1944 «Каллаган» сопровождал эскортные авианосцы и поддерживал высадку на Сайпане. Осенью 1944 корабль принял участие в битве в заливе Лейте. В марте 1945 года эсминец принял участие в битве за Окинаву. 9 июля 1945 года «Каллаган» использовался в качестве корабля радиолокационного дозора. 

## Гибель
28 июля эсминец подвергся атаке камикадзе. Самолёт врезался в правый борт корабля и одна из бомб взорвалась в машинном отделении. «Каллаган» затонул в 2:35. Возникшие на борту пожары и взрывы боеприпасов зенитных орудий препятствовали оказанию помощи с других кораблей. Погибло 47 членов экипажа. Эсминец стал последней жертвой камикадзе во время войны.

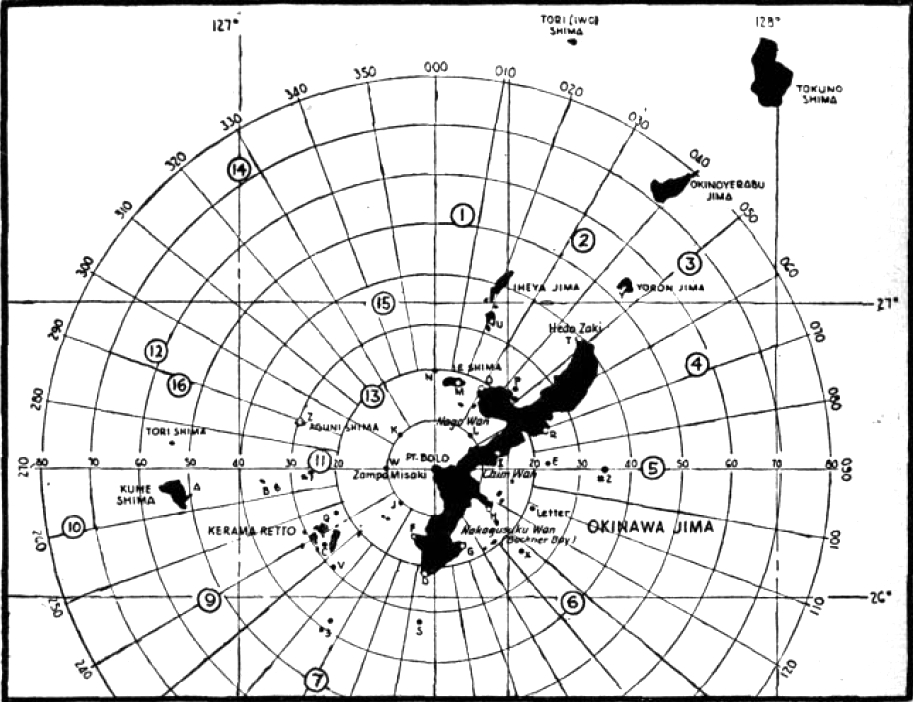
Карта расположения радиолокационных дозоров флота США в ходе битвы за Окинаву.

## Награды
Эсминец получил восемь звёзд за службу во Второй мировой войне.